# Saint-Brès (Gers)
Saint-Brès település Franciaországban, Gers megyében. Lakosainak száma 71 fő (2022. január 1.). Saint-Brès Bajonnette, Goutz, Maravat, Monfort, Sainte-Gemme és Taybosc községekkel határos.

## Népesség
A település népessége az elmúlt években az alábbi módon változott:
| Lakosok száma | 122  | 79   | 80   | 97   | 81   | 78   | 76   | 74   | 73   | 71   |
|               | 1968 | 1982 | 1990 | 2006 | 2013 | 2015 | 2017 | 2019 | 2020 | 2022 |